# Scharlachhonigfresser

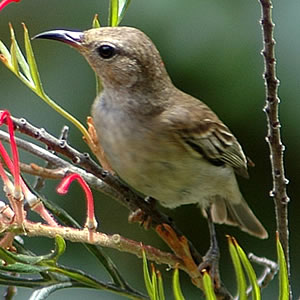
Weibchen

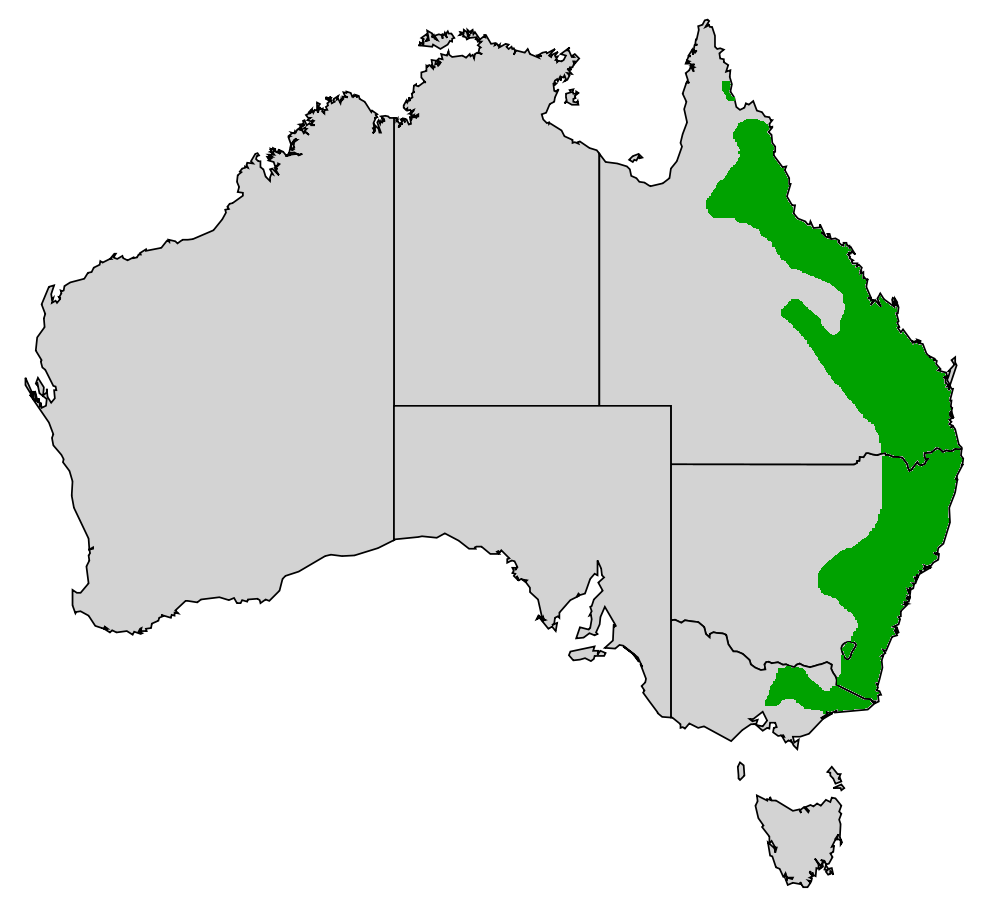
Verbreitungsgebiet

Der Scharlachhonigfresser (Myzomela sanguinolenta) ist ein endemisch in Australien vorkommender Singvogel aus der Familie der Honigfresser.

## Merkmale
Mit einer Gesamtlänge von durchschnittlich 10 Zentimetern und einem Gewicht von 8 Gramm ist der Scharlachhonigfresser der kleinste der in Australien vorkommenden Honigfresser. Zwischen den Geschlechtern besteht bezüglich der Gefiederfarbe ein deutlicher Sexualdimorphismus. Die Männchen sind auf Kopf und Oberseite feuerrot gefärbt. Kehle und Brust sind ebenfalls feuerrot und gehen in einen hellrot oder weiß gefärbten Bauch sowie einen weißlichen Steiß über. Die Flügel- sowie die Schwanzfedern haben eine schwarzbraune Farbe und sind teilweise gelblich oder weißlich eingefasst. Weibchen sind nahezu einfarbig graubraun bis olivbraun gefärbt, auf der Unterseite leicht aufgehellt.

## Ähnliche Arten
Der farblich ähnliche Rotkopf-Honigfresser (Orthonyx erythrocephala) kommt in nördlichen Küstengebieten Australiens sowie in Neuguinea vor, sodass es lediglich auf der Kap-York-Halbinsel eine geringfügige geographische Überlappung der beiden Arten gibt. Mit einer Durchschnittslänge von 12 Zentimetern ist der Rotkopf-Honigfresser etwas größer als der Scharlachhonigfresser.

## Verbreitung, Unterarten und Lebensraum
Die Art kommt im Osten Australiens vor. Die Verbreitung erstreckt sich von Cooktown auf der Kap-York-Halbinsel entlang den Küsten von Queensland und New South Wales bis zum Mitchell-River-Nationalpark in Victoria. Nomadenbewegungen von Populationen, um Gebiete zu erreichen, die ein besseres Nahrungsangebot erwarten lassen, treten zuweilen auf. Bevorzugter Lebensraum sind Wälder mit hohen Bäumen. Unterarten werden nicht geführt.

## Lebensweise
Scharlachhonigfresser leben paarweise oder in kleinen Gruppen und halten sich überwiegend in Baumkronen auf. Die Männchen markieren ihre Territorien, indem sie von hohen Baumspitzen singen. Sie konkurrieren mit Mitgliedern der gleichen Art sowie mit anderen Honigfresserarten um ihren Lebensraum. Insbesondere von den größeren und stärkeren Weißaugen-Honigfressern (Phylidonyris novaehollandiae) werden sie zuweilen vertrieben.
Als Nahrung dient den Scharlachhonigfressern in erster Linie Blütennektar, den die Vögel aufnehmen, indem sie von Blüte zu Blüte fliegen und den Nektar mit ihrem langen, gekrümmten Schnabel aufnehmen. Zuweilen schweben sie wie ein Kolibri vor den Blüten, um an Nahrung zu gelangen. Zu den gern besuchten Blütenpflanzen zählen Zylinderputzer (Callistemon), Myrtenheiden (Melaleuca), Banksien (Banksia) und Syncarpia glomulifera. Neben Nektar ernähren sich die Scharlachhonigfresser auch von Insekten und deren Larven sowie Spinnentieren, um eine ausreichende Versorgung mit Eiweiß sicherzustellen. Gelegentlich werden Insekten während des Fluges erbeutet.
Die Art brütet schwerpunktmäßig in den Monaten Juli bis Januar. Er finden ein oder zwei Bruten pro Jahr statt. Nestversagen könnte in Ausnahmefällen zu einer dritten Brut führen. Das sehr kleine tassenförmige Nest hat einen Durchmesser von fünf Zentimetern. Es wird aus Rindenstücken, die mit Spinnenfäden verwebt werden, angelegt. Meist wird es in Baumkronen, u. a. von Eukalypten und anderen Myrtengewächsen, Klebsamengewächsen (Pittosporaceae), Akazienarten oder Mangroven platziert. Beide Geschlechter bauen das Nest. Ein Gelege besteht aus zwei, gelegentlich drei Eiern und wird ausschließlich vom Weibchen bebrütet. Die Küken werden von beiden Eltern gefüttert und verlassen nach 11 bis 12 Tagen das Nest.

## Gefährdung
Da die Bestände des Scharlachhonigfressers stabil sind, wird die Art von der Weltnaturschutzorganisation IUCN als „least concern = nicht gefährdet“ geführt.